# مراقبة الأدوية العلاجية
مراقبة الأدوية العلاجية (TDM) أو المناطرة الدوائية  هي فرع من فروع الكيمياء السريرية وعلم الأدوية السريري الذي يتخصص في قياس مستويات الأدوية في الدم أثناء العلاج أو من أجل التشخيص. كما يتم إجراء ذلك للتأكد من أن كمية الدواء التي أُخِذت آمنة وفعالة. ينصب تركيزه الأساسي على الأدوية ذات النطاق العلاجي الضيق، أي الأدوية التي يمكن بسهولة أن تؤخذ بجرعات زائدة أو ناقصة. تهدف TDM إلى تحسين رعاية المرضى من خلال تعديل جرعة الأدوية بشكل فردي والتي أظهرت التجارب السريرية أنها تحسنت نتائجها في الفئات السكانية العامة أو الخاصة.  يمكن أن يعتمد على معلومات بديهية عن علم الصيدلة الجيني، والمجتمعي، والسريري، و/أو على القياس الاستدلالي لتركيزات الأدوية في الدم (مراقبة الحرائك الدوائية) أو البدائل الحيوية أو علامات نقطة النهاية للتأثير (مراقبة الديناميكية الدوائية).
هناك العديد من المتغيرات التي تؤثر على تفسير بيانات تركيز الدواء: الوقت والمسار والجرعة المعطاة، ووقت أخذ عينات الدم، وظروف المعالجة والتخزين، ودقة الطريقة التحليلية، وصحة النماذج والافتراضات الحركية الدوائية، والأدوية المشتركة وأخيرًا وليس آخرًا، الحالة السريرية للمريض (أي المرض، حالة الكلى/الكبد، التحمل الحيوي للعلاج الدوائي، إلخ).
يشارك العديد من المهنيين المختلفين (الأطباء ، الصيادلة السريريون ، الممرضات، علماء المختبرات الطبية، إلخ) في مختلف عناصر مراقبة تركيز الدواء، وهي عملية متعددة التخصصات حقًا. نظرًا لأن الفشل في تنفيذ أي من المكونات بشكل صحيح يمكن أن يؤثر بشدة على فائدة استخدام تركيزات الدواء لتحسين العلاج، فإن اتباع نهج منظم للعملية الشاملة أمر بالغ الأهمية.